# 김일웅
김일웅(1972년 8월 2일 ~ )은 대한민국의 배우이다. 1997년 MBC 26기 공채 탤런트로 데뷔하였다.

## 학력
- 휘문고등학교 졸업
- 서울예술대학교 연극영화학과 졸업

## 출연작

### TV드라마
- 1997년 MBC 농촌드라마 《전원일기》
- 1997년 MBC 일일시트콤 《남자 셋 여자 셋》
- 1997년 MBC 일일연속극 《방울이》
- 1997년 MBC 주말연속극 《그대 그리고 나》
- 1997년 MBC 수목드라마 《영웅신화》
- 1998년 MBC 일요아침드라마 《사랑밖엔 난 몰라》
- 1998년 MBC 월화드라마 《사랑》
- 1998년 MBC 일일연속극 《보고 또 보고》
- 1998년 MBC 단막극 《MBC 베스트극장 - 사랑에 대한 아홉가지 미신》
- 1998년 MBC 월화드라마 《세상 끝까지》
- 1998년 MBC 월화드라마 《추억》
- 1998년 MBC 단막극 《MBC 베스트극장 - 사랑이라는 두 글자》
- 1998년 MBC 단막극 《MBC 베스트극장 - 머피의 법칙》
- 1998년 MBC 수목드라마 《수줍은 연인》
- 1998년 MBC 단막극 《MBC 베스트극장 - 공춘택씨의 계약결혼》
- 1998년 MBC 주말연속극 《사랑과 성공》
- 1998년 MBC 수목드라마 《해바라기》
- 1998년 MBC 월화드라마 《애드버킷》 ... 세병그룹 임혁수 회장 아들 임기범 역
- 1999년 MBC 월화드라마 《흐르는 것이 세월뿐이랴》
- 1999년 MBC 단막극 《MBC 베스트극장 - 아빠 애인의 남자친구》
- 1999년 MBC 주말연속극 《장미와 콩나물》
- 1999년 MBC 단막극 《MBC 베스트극장 - 첫사랑》
- 1999년 MBC 일일연속극 《하나뿐인 당신》
- 1999년 MBC 아침드라마 《아름다운 선택》
- 1999년 MBC 수목드라마 《안녕 내 사랑》
- 1999년 MBC 주말연속극 《사랑해 당신을》
- 1999년 MBC 단막극 《MBC 베스트극장 - 우리들이 사랑을 말할 때 하는 이야기》
- 1999년 MBC 일일연속극 《날마다 행복해》
- 1999년 MBC 주말연속극 《남의 속도 모르고》
- 2000년 MBC 일요아침드라마 《눈으로 말해요》
- 2000년 MBC 월요시트콤 《세 친구》
- 2000년 MBC 주말연속극 《사랑은 아무나 하나》
- 2001년 MBC 일요아침드라마 《어쩌면 좋아》
- 2001년 MBC 수목드라마 《호텔리어》
- 2001년 MBC 일일연속극 《결혼의 법칙》
- 2001년 MBC 월화드라마 《상도》
- 2001년 MBC 수목드라마 《가을에 만난 남자》
- 2002년 MBC 수목드라마 《그 햇살이 나에게》
- 2002년 MBC 아침드라마 《내 이름은 공주》
- 2002년 MBC 일요아침드라마 《사랑을 예약하세요》
- 2002년 MBC 주말연속극 《그대를 알고부터》
- 2002년 MBC 수목드라마 《로망스》
- 2002년 MBC 아침드라마 《황금마차》
- 2002년 MBC 주말연속극 《맹가네 전성시대》
- 2003년 MBC 월화드라마 《러브레터》
- 2003년 MBC 주말연속극 《죽도록 사랑해》
- 2003년 MBC 아침드라마 《성녀와 마녀》
- 2004년 MBC 수목드라마 《사랑한다 말해줘》
- 2004년 MBC 월화드라마 《불새》
- 2005년 MBC 수목드라마 《영재의 전성시대》
- 2006년 MBC 아침드라마 《이제 사랑은 끝났다》
- 2007년 MBC 월화드라마 《신 현모양처》
- 2008년 MBC 아침드라마 《하얀 거짓말》
- 2009년 MBC 아침드라마 《멈출 수 없어》
- 2010년 MBC 아침드라마 《분홍립스틱》
- 2010년 MBC 대하드라마 《동이》
- 2010년 MBC 아침드라마 《주홍글씨》
- 2011년 MBC 일일연속극 《남자를 믿었네》
- 2011년 tvN 월화드라마 《꽃미남 라면가게》 ...  정규 역

### 영화
- 1999년 《간첩 리철진》 ... 경찰 역
- 2000년 《공포 택시》 ... 경찰 2 역
- 2000년 《커밍 아웃》
- 2000년 《킬러들의 수다》 ...  벤츠남 역
- 2002년 《피도 눈물도 없이》 ... 고기집 종업원 1 역
- 2002년 《묻지마 패밀리》 ... segment 내 나이키 - 작은 형 패거리 3 역, segment 사방에 적 - 나머지 부하 역, segment 교회 누나 - 영일 역
- 2002년 《YMCA 야구단》 ... 정병환 역
- 2005년 《박수칠 때 떠나라》 ... 경찰 역
- 2005년 《광식이 동생 광태》 ... 강명찬 역
- 2006년 《거룩한 계보》 ... 아우 역
- 2007년 《스카우트》 ... 청혼남 역
- 2009년 《굿모닝 프레지던트》 ... 〔차지욱 대통령〕소령 역
- 2010년 《시라노; 연애조작단》 ... 대현 역
- 2010년 《퀴즈왕》 ... 최순경 역
- 2011년 《로맨틱 헤븐》 ... 이강식 역
- 2017년 《아이 캔 스피크》 ... 빡빡이 역
- 2018년 《괴물들》 ... 연행형사 2 역

### 연극
- 1997년 《택시 드리벌》
- 2000년 《박수칠 때 떠나라》
- 2004년 《택시드리벌》